# 毛狐臭柴
毛狐臭柴（学名：Premna puberula var. bodinieri）为马鞭草科豆腐柴属下的一个变种。

## 扩展阅读
- 維基物種上的相關：毛狐臭柴